# Long Grove, Iowa
Long Grove là một thành phố thuộc quận Scott, tiểu bang Iowa, Hoa Kỳ. Năm 2010, dân số của thành phố này là 808 người.

## Dân số
Dân số qua các năm:
- Năm 2000: 597 người.
- Năm 2010: 808 người.